# Desfontainia
Desfontainia é uma género de plantas da família Loganiaceae, ou da família Desfontainiaceae segundo a classificação filogenética.
É composta por pelo menos uma espécie, Desfontainia spinosa Ruiz & Pav.
Segundo alguns autores, uma segunda espécie é igualmente considerada: Desfontainia splendens Bonpl.
Desfontainia spinosa é um arbusto de folhas persistentes, opostas, espinhosas, de flor terminal de longa corola tubular de cor laranja. É originária das regiões andinas tropicais da América do Sul até à Costa Rica.